# Stadtarchiv Gießen
Das Stadtarchiv Gießen ist das kommunale Archiv der Universitätsstadt Gießen. 

## Aufgaben
Die Aufgaben des Stadtarchivs Gießen sind in einer eigenen Satzung klar definiert. Gemäß dieser Satzung sind Dokumente der Gießener Stadtverwaltung, die zur behördlichen Aufgabenerfüllung nicht mehr benötigt werden, zu sichten und zu bewerten. Aufgrund der Fülle der auszusondernden städtischen Unterlagen muss eine Auswahl getroffen werden, bei der Wichtiges von Unwichtigem geschieden wird. Liegt gemäß der Bewertung eine Archivwürdigkeit für ein Dokument vor, ist dieses in das Stadtarchiv zu übernehmen, auf Dauer aufzubewahren, zu sichern, zu erschließen und allgemein nutzbar zu machen. Das Stadtarchiv kann auch fremdes Archivgut aufnehmen, falls es sich für die Geschichte und Gegenwart der Stadt Gießen bedeutsames Dokumentationsmaterial handelt.

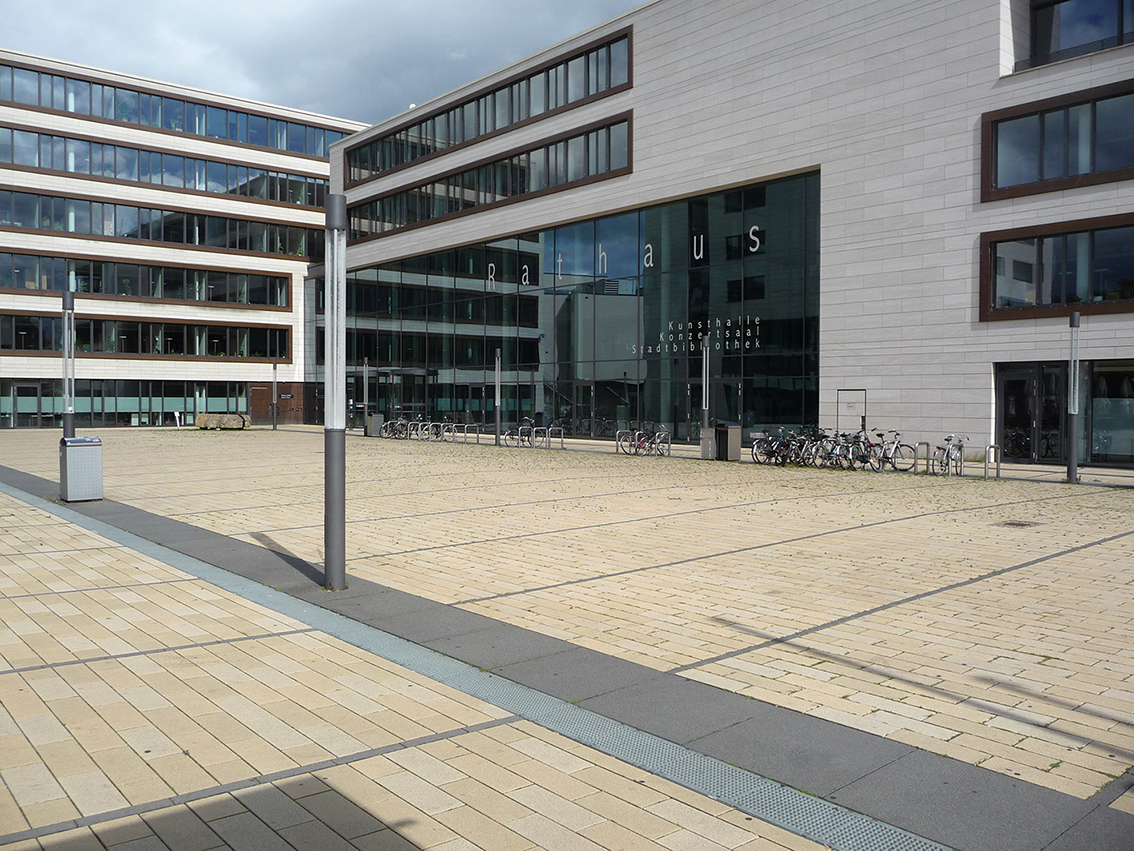
Stadtarchiv im Gießener Rathaus (Berliner Platz 1)

## Geschichte
Die Sammlung von Dokumenten fand wie andernorts über Jahrhunderte auch in Gießen statt. In den 1860er Jahren fand das Stadtarchiv erstmals in Akten der Gießener Stadtverwaltung Erwähnung, und zwar im Zusammenhang mit der Erstellung einer Stadtchronik, die Friedrich Kraft im Auftrag des Localvereins für die Geschichte von Gießen federführend übernommen hatte. Als Vorsitzender dieses Vereins hatte Kraft zudem die Erstellung von drei handgeschriebenen Bänden mit auf Gießen bezogenen Urkunden übernommen. Am 24. Juni 1893 trat der Oberhessische Geschichtsverein an die Stadtverwaltung heran, diese möge „anläßlich der bevorstehenden Übersiedlung des Stadtarchivs in neue geeignete Räume“ der Bitte nach einer Neuordnung und einer Inventarisierung der Archivbestände nachkommen. Am 4. Juli 1893 begann Karl Ebel mit der vom Oberhessischen Geschichtsverein geforderten Ordnungsarbeit. Der Beginn der systematischen Inventarisierung der damals vorhandenen städtischen Archivgüter kann als offizielle Gründung des Gießener Stadtarchivs angesehen werden.
Die beiden verheerenden Luftangriffe auf Gießen im Dezember 1944 richteten keine massiven Archivgutschäden an, da die historisch wertvollen Dokumente vorab auf verschiedene Aufbewahrungsorte in Gießen und in mehreren Ortschaften des Gießener Umlands verteilt worden waren.
Probleme bei der Lagerung der Archivgüter aufgrund zu hoher relativer Luftfeuchtigkeit in den Magazinen und fehlende Arbeitsplätze für Archivbesucher bestanden jahrzehntelang. Erst durch den Umzug des Stadtarchivs in das am Berliner Platz neu errichtete Gießener Rathaus konnten diese Missstände behoben werden.

## Bestände
Die Bestände des Stadtarchivs Gießen gliedern sich in folgende Abteilungen:
- 1 Städtisches Schriftgut bis 1918/19
- 2 Städtisches Schriftgut von 1920 bis 1979 (N-Akten)
- 3 Standesamtsunterlagen (N-STA)
- 4 Ortsteile
- 5 Städtisches Schriftgut (1980 bis heute)
- 6 Karten und Pläne
- 7 Fremdprovenienzen
- 8 Sammlungen

Das älteste im Stadtarchiv Gießen zu findende Dokument hat die vermeintliche Streitschlichtung im Jahr 1235 des Pfalzgrafen Wilhelm von Tübingen zwischen der Gemeinde Leihgestern und dem Kloster Schiffenberg über Rechte des Klosterhofs in Leihgestern zum Inhalt. Dieses historische Schriftstück wurde schon von Friedrich Kraft erwähnt. Im Rahmen von Forschungsarbeiten stellte sich allerdings heraus, dass es sich bei diesem Dokument um eine Fälschung eines Augustiner-Chorherren des Klosters Schiffenberg aus der Zeit um das Jahr 1285 herum handelt.

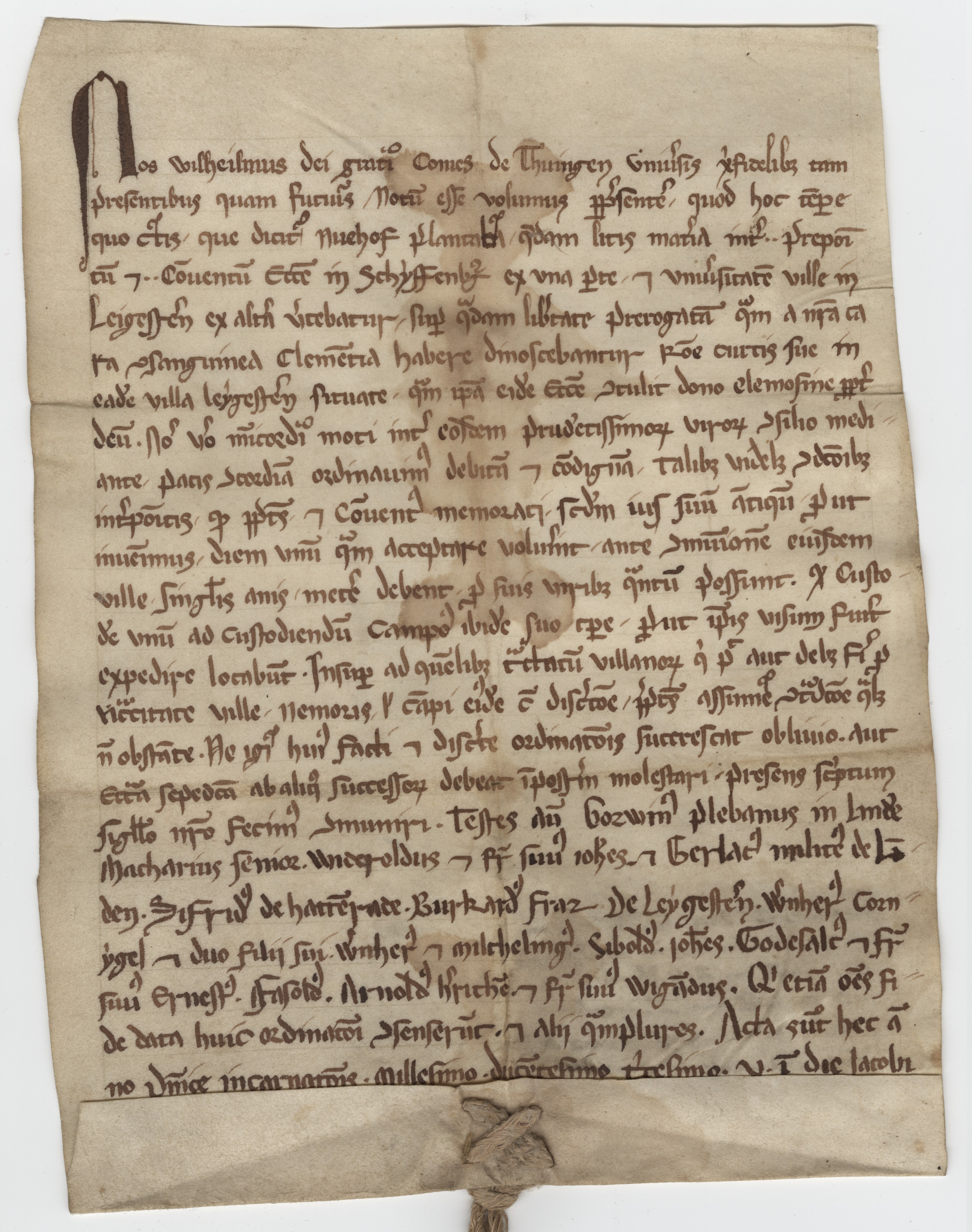
Älteste Urkunde des Gießener Stadtarchivs (Urheber: Augustiner-Chorherr des Klosters Schiffenberg)

## Stadtarchivare
- 1893–1933[3]: Karl Ebel (1868–1933)
- 1933–1944: Georg Lehnert (1871–1944)
- 1944–1945: Karl Glöckner (1884–1962)
- 1946–1949: Heinrich Bitsch (1901–1985)
- 1950–1964: Herbert Krüger (1902–1996)
- 1964–1991: Erwin Knauß (1922–2013)
- 1991–2019: Ludwig Brake[8]
- seit 2020: Christian Pöpken[9]